# Пульцис
Пульцис — река в России, протекает по Тарскому району Омской области. Устье реки находится в 319 км по левому берегу реки Ягылъях, вблизи урочища Кулай. Длина реки составляет 24 км.

## Данные водного реестра
По данным государственного водного реестра России относится к Верхнеобскому бассейновому округу, водохозяйственный участок реки — Васюган, речной подбассейн реки — Васюган. Речной бассейн реки — (Верхняя) Обь до впадения Иртыша.
Код объекта в государственном водном реестре — 13010800112115200030409.